# Loboc
Loboc est une municipalité de la province de Bohol, aux Philippines. D’après le recensement de 2015, elle compte 15 993 habitants,.
À la fin d'année 2014, la tempête tropicale Seniang est passée directement sur la zone de la rivière Loboc et a apporté beaucoup de précipitations. Cela a provoqué l'éclatement de la rivière à plusieurs endroits: toute la place principale de Poblacion a été inondée, y compris la mairie; de nombreux bateaux de croisière ont été endommagés; et les débris accumulés de l'église ont été perturbés et certains ont été emportés. Heureusement que le nouveau pont de remplacement sur la rivière ait été achevé quelques semaines auparavant, permettant au trafic d'atteindre Tagbilaran via Sikatuna parce que la route intérieure de Loay était endommagée et impraticable,.